# Solución de polvo para la relatividad general
Una solución de polvo en la relatividad general es una solución exacta de las ecuaciones de campo de Einstein en la que el campo gravitacional es producido íntegramente por la masa, el momento y la densidad de tensión de un fluido perfecto que tiene una «masa positiva» pero «presión nula» (en «desaparición», «de fuga»). Las soluciones de polvo son, con mucho, el caso especial más importante de soluciones de fluidos en relatividad general. 
El fluido perfecto sin presión en una solución de polvo puede interpretarse como un modelo de una configuración de «partículas de polvo» que interactúan entre sí únicamente por gravedad. Por esta razón, los modelos de polvo se emplean a menudo en cosmología como modelos de un universo «de juguete», en el que las partículas de polvo se consideran modelos altamente idealizados de galaxias, aglomerados o supercúmulos. En astrofísica, las soluciones de polvo se han utilizado como modelos de colapso gravitacional. Las soluciones de polvo también pueden utilizarse para modelar discos giratorios finitos de granos de polvo. Si se superponen de alguna manera sobre un modelo estelar que comprende una esfera de fluido rodeada por vacío, se puede utilizar una solución de polvo para modelar un disco de acreción alrededor de un objeto con masa; sin embargo, aún no se conoce ninguna de estas modelizaciones de discos de acreción mediante soluciones rotativas exactas, debido a la extrema dificultad matemática de construirlos.

## Definición matemática
El tensor de energía-impulso de un fluido relativista sin presión puede escribirse en forma simple
{\displaystyle T^{\mu \nu }=\rho _{0}U^{\mu }U^{\nu }.}
Aquí, las líneas mundiales de las partículas de polvo son las curvas integrales de la cuadrivelocidad {\displaystyle U^{\mu }} y la densidad de la materia en el marco de reposo del polvo viene dada por la función escalar {\displaystyle \rho _{0}}.

## Valores propios
Dado que el tensor de energía-tensión es una matriz de rango uno, un breve cálculo muestra que el polinomio característico
{\displaystyle \chi (\lambda )=\lambda ^{4}+a_{3}\,\lambda ^{3}+a_{2}\,\lambda ^{2}+a_{1}\,\lambda +a_{0}}
del tensor de Einstein en una solución de polvo tendrá la forma
{\displaystyle \chi (\lambda )=\left(\lambda -8\pi \mu \right)\,\lambda ^{3}}
Al multiplicar este producto, encontramos que los coeficientes deben satisfacer las siguientes tres condiciones algebraicamente independientes, e invariantes:
{\displaystyle a_{0}\,=a_{1}=a_{2}=0}
Utilizando las identidades de Newton, en términos de las sumas de las potencias de las raíces (autovalores), que son también las trazas de las potencias del propio tensor de Einstein, estas condiciones se convierten en:
{\displaystyle t_{2}=t_{1}^{2},\;\;t_{3}=t_{1}^{3},\;\;t_{4}=t_{1}^{4}}
En notación de índice tensorial, esto se puede escribir utilizando el escalar de Ricci como:
{\displaystyle {G^{a}}_{a}=-R}
{\displaystyle {G^{a}}_{b}\,{G^{b}}_{a}=R^{2}}
{\displaystyle {G^{a}}_{b}\,{G^{b}}_{c}\,{G^{c}}_{a}=-R^{3}}
{\displaystyle {G^{a}}_{b}\,{G^{b}}_{c}\,{G^{c}}_{d}\,{G^{d}}_{a}=R^{4}}
Este criterio de valores propios es útil en ocasiones para buscar soluciones de polvo, ya que muestra que muy pocas variedades pseudoriemannianas podrían admitir una interpretación, en relatividad general, como solución de polvo.